# Болезнь Ньюкасла

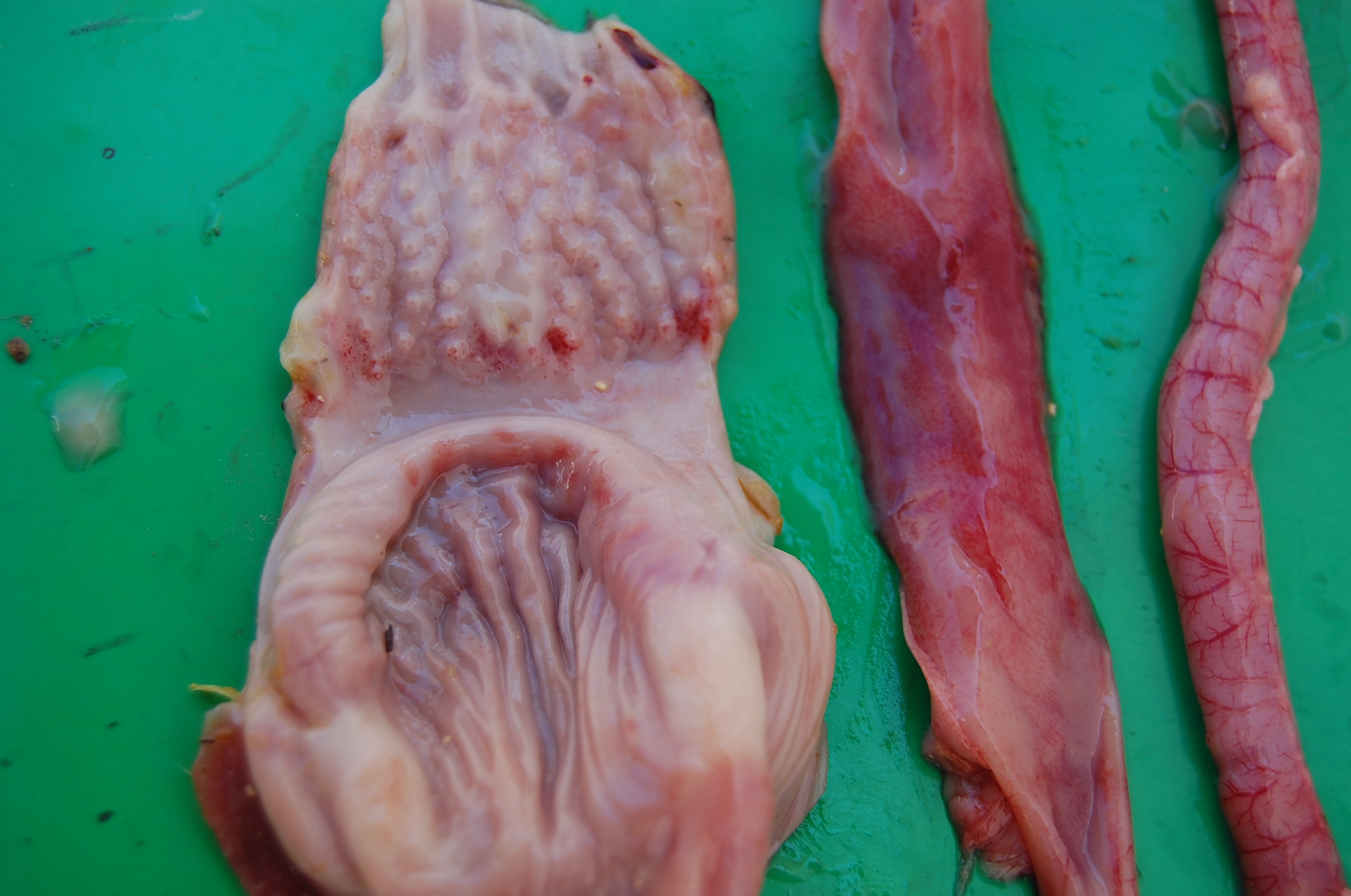
Геморрагии (Петехия) Преджелудок и желудка, воспаление 12-перстной кишки (вид слизистой и снаружи) при вскрытии

Болезнь Ньюкасла (лат. Pseudopestis avium), псевдочума птиц, или азиатская чума птиц — зоонозная инфекция, но преимущественно вирусное заболевание птиц — главным образом, куриных — характеризующееся пневмонией, энцефалитом и множественными точечными геморрагическими поражениями внутренних органов. Возбудителем является РНК-содержащий вирус (NDV) из семейства Paramyxoviridae.
В ветеринарии относится к особо опасным карантинным инфекциям. По данным ФГБУ «ВНИИЗЖ», по наносимому экономическому ущербу птицеводству, заболевание в России занимает второе место после высокопатогенного гриппа птиц.
Впервые её диагностировал на острове Ява и описал Краневельд в 1926 г. С 1927 г. её стали регистрировать в различных странах Азии, Америки и Европы. Английский исследователь Дойль в 1927 г. обнаружил эту болезнь вблизи города Ньюкасла и дал соответствующее название болезни. В США заболевание описано в 1935 г. как пневмоэнцефалит цыплят. В 1941—1945 гг. болезнь широко распространилась в европейских странах. Вирус представляет большую угрозу домашней птице в связи с её высокой чувствительностью к вирусу. Болезнь является эндемической во многих странах.
Процент гибели составляет порядка 15-30 %. Переболевшие животные приобретают длительный и напряжённый иммунитет. В сыворотке крови этих животных обнаруживают комплементсвязывающие, нейтрализующие антитела и антигемагглютинины. Иммунные птицы трансовариально передают потомству пассивный иммунитет
Контакт людей с инфицированными птицами (например на птицефабриках) может вызвать лёгкий конъюнктивит и гриппоподобные симптомы, но вирус Ньюкасла не представляет никакой[уточнить] опасности для здоровья человека. Интерес к использованию NDV в качестве противоракового средства возник из-за его способности избирательно убивать клетки опухолей с ограниченной токсичностью для нормальных клеток.
Специфическая терапия не разработана.
Предотвращение болезни Ньюкасла связано с общим комплексом ветеринарно-санитарных мероприятий, а также специфической профилактикой: вакцинация, оперативное введение карантина при наличии подозрений на возникновение болезни Ньюкасла, дезинфекция.

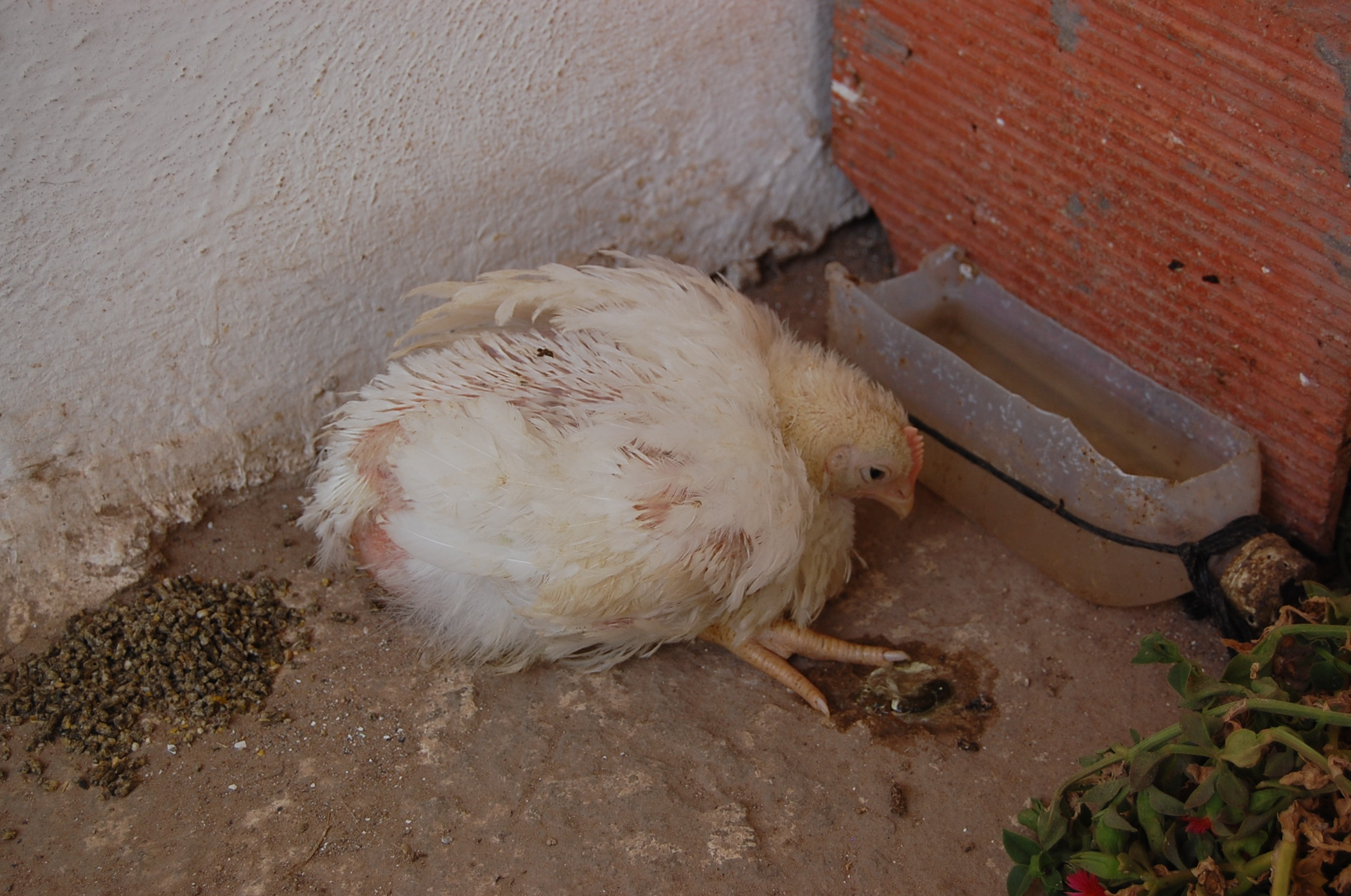
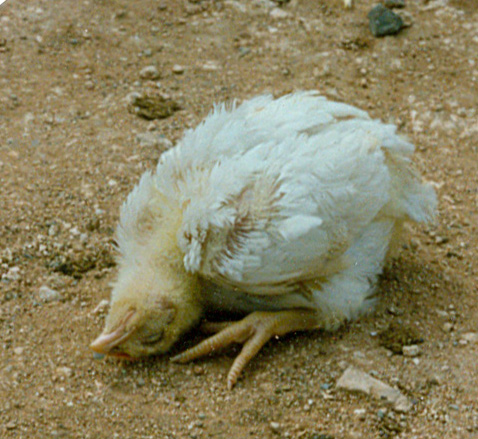